# エコール・デ・ボザール
エコール・デ・ボザール（フランス語：École des Beaux-Arts, ENSBA）は、17世紀パリに設立されたフランスの高等美術学校である。
350年間以上にわたる歴史があり、建築、絵画、彫刻の分野に芸術家を輩出してきた。現在は建築がここから切り離されている。パリ6区マラケ河岸から入ってボナパルト街（ボナパルト通り）に面して構えたパリ・ボザール校の正面には、ニコラ・プッサンとピエール・ビュジエの胸像を頂部に載せた門柱が目に入り、フランス・ルネサンス建築の断片で創造された壮大な中庭が目の前に展開する。一般的にボザールと言えば、パリ国立高等美術学校を指す。

## 歴史

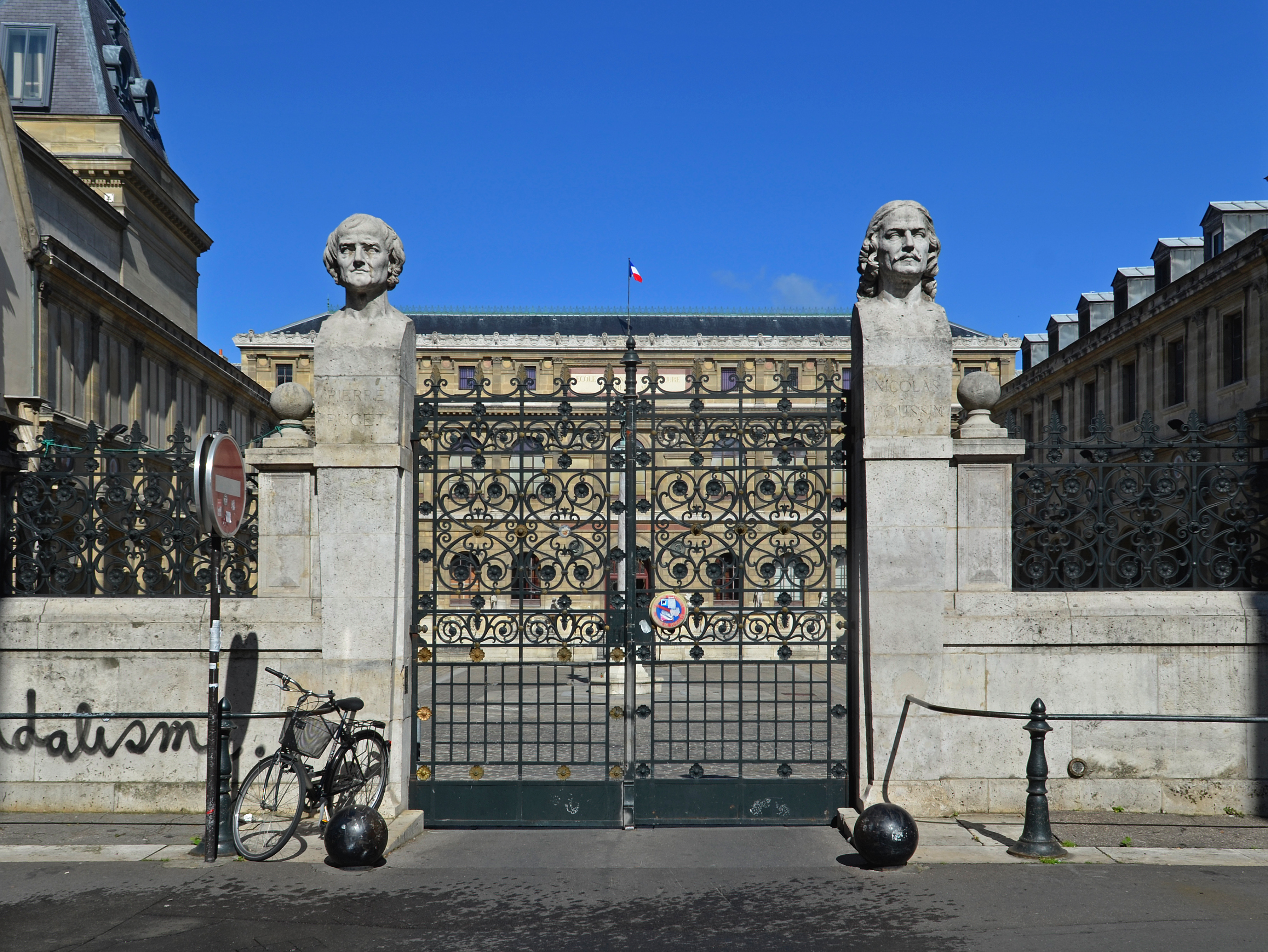
パリ国立高等美術学校の入り口(2012年撮影)

ボザールでの教育は伝統的、古典主義的な作品が理想とされ、これらの理想化された様式を踏襲させていく、世界にもまれな教育システムであった。この学校で研鑽に励んだ有名芸術家には、ジェリコ、エドガー・ドガ、ウジェーヌ・ドラクロワ、ドミニク・アングル、クロード・モネ、ギュスターヴ・モロー、ピエール＝オーギュスト・ルノワール、ジョルジュ・スーラらがいる。一方でセザンヌは2回、入学に失敗している。また、エミール・ベルナールは、文体を疑われ処分された。
1648年、ルイ14世は王立建築物の各種美術工芸や装飾を担当させる人材の育成を要請し、枢機卿ジュール・マザランがアカデミー・フランセーズ（フランス王立アカデミー）の付属学校として美術学校を設立した。その後古典主義建築の母体となる建築アカデミーが1671年に時の宰相ジャン＝バティスト・コルベールによって創設された。これらのアカデミーは古典主義芸術の進展を促す母体となっていき、ルイ14世からルイ16世までの旧制度化においてフランスで絶対的な地位を確立するにいたった。また1666年にはローマにフランス・アカデミーを設置し、本国から選りすぐりの芸術家を古典文化の発掘と接収を目的に派遣するようになった。留学制度に対応して古代のギリシア、そしてローマの文化から古典芸術と建築に焦点を合わせているのはこのためで、この毎年各芸術分野ごとに1名をローマ留学生を選抜し数年滞在させる制度はのちのボザールにも引き継がれたが、総括する美術アカデミーの終身書記に就任したカトルメール・ド・カンシーなどは新古典主義芸術に対して深い造詣を発揮し、とくに古代建築に関心を寄せウィトルウィウスを再解釈した大著を著し、古代建築の復元を試み、後に自身が主宰して編纂した建築辞典には古代ギリシャの建築に建築の原型を求め、さらに建築史的な理解の必要性を説いている。こうしたカンシーの一連の作業はパエストゥムの古代ギリシャ神殿の発掘からギリシャ建築再評価・グリーク・リバイバルの思潮をさらに一段と高める。そうした古代建築を深く学ぶために大半が崩れ落ちた古代の遺跡を建築家が自らの観念に基づいて復元する主張はのちのフランス・アカデミーにおける留学生の研修方法に大きな影響を与えた。ボザール建築アカデミー発足に当たって建築史講座の設置を唱え、J・H・ヌイノーをその教授に任命したのはそのためとされる。
1789年に勃発したフランス革命によって、革命に共鳴した若い芸術家たちは旧体制のアカデミーに対抗して芸術コミューンを成立させ、1793年には王立アカデミーは廃止されたが、建築アカデミーは教授をつとめていたジュリアン・ダヴィド・ルロワがコミューンとして主宰することで学校は存続する。その後18世紀なかばに旧アカデミーにかわり学士院が発足し、美術の教育機関が復活。さらにナポレオン失脚後の王政復古にともない、学士院の芸術部会はそのまま絵画・彫刻・建築の3分野の、各芸術アカデミーと呼称を変更し発足する。この王政復古の時期に、フランスではさまざまな組織や期間が整理と統廃合が行われ、別々の芸術アカデミーであった絵画・彫刻・建築などもひとつに統合した教育機関の創設、学校名「エコール・ロワイヤル・エ・スペシアル・デ・ボザール（École royale et spéciale des Beaux-Arts）」が、1816年12月18日国王命令により決定される。こうして1819年に、名称を国立の美術学校（エコール・ナシオナル・シュペリウール・デ・ボザール）に改称となった。当初学生は男性のみで、女性は1897年から入学を許可された。
カリキュラムは画家と彫刻家育成の「絵と彫刻アカデミー」と建築家育成の役割を果たすセクション「建築アカデミー」に分割される。両方のプログラムは、留学制度に対応して古代のギリシア、そしてローマの文化から古典芸術と建築に焦点を合わせ、当然のことながら入学、その後の学習に対し学生全員が古典芸術の教養と絵画表現の基本技量を求められた。また、年1回グラン・プリ・ドゥ・ローム（ローマ大賞）というコンクールを主催し、受賞者にはローマで研究するために全額給与の奨学金を与えていた。賞を入手する3つのトライアルがおよそ3カ月に1回続く。前身のアカデミー時代から実施されていた制度である、各分野の専門家がパトロン・担当教育者となるアトリエ制を採用し、その後150年にわたって徒弟制度に似せた方式で学生を教育していった。大革命から第一帝政にかけてすでにアカデミーを取り巻く形でいくつかのアトリエが存在し、入学を許可された学生らが師匠たる芸術家のもとで修行に励んだ。
- 第二次世界大戦後の改革

1960年、アカデミー・デ・ボザール会員に独占されていたローマ大賞の審査委員会にボザールのパトロンの参加が決定される。続いて1962年には文化省が建築教育の改革を検討する委員会を設立した。これと平行してでボザール卒業生の建築家を中心として利益を保護する同窓会のような組織であるグランド・マスも同様の目的の委員会を設置するが、これはあくまで建築家と建築の学生の利益を守るための団体でありのちに立ち消えとなるが、この結果ジョルジュ・キャンディリスやエミール・アヨーら、集合住宅などを中心に活躍する建築家たちのアトリエ開設につながり、1965年に建築のアトリエがA、B、Cと三つのグループに分割する制度が取り入れられる。この中でCグループが住宅問題を取り上げより改革色、政治色の強いグループと化していき、この中からさらにC'グループが分離、セーヌ右岸の8区グラン・パレにアトリエを移動させる。このグループはその後の1967年には縦割り制のアトリエ制度を廃止し、同一学年の横割りクラス制を採用、設計演習も建築家とアシスタントとのグループでの合同審査制となり、パトロンも教授グループとして教育を行うことにした。こうした改革が進む中、1968年2月に文化省まで次年度からの制度変更を発表した。
1968年の5月革命をきっかけに、ソルボンヌ大学に続いて構造改革を要求して立ちあがったボザールも大学の改革が行われ、解体そして分校制といった結果を招くことになり、エコール・デ・ボザールもパリ、ディジョン、ブールジュ、ナンシー、リヨンと、ロリアン、レンヌ、カンペール、ブレストというように各地に分割された。この中で最も有名なのがパリのエコール・デ・ボザールとして続いている、ルーヴルからはセーヌの対岸にあたるセーヌ左岸の6区に位置しているパリ学校で、現在の校舎、本館は1830年に、卒業生のフェリックス・デュバンによる建築作品である。
2009年現在ではフランス国内には59の国公立の美術芸術系の学校があり、それらの美術学校（日本国内における芸術・美術大学）を総称としてボザールと呼ぶ。
建築セクションの場合、美術のアカデミーで実権を掌握していたカトルメール・ド・カンシーは、ローマ留学生に対して厳しい制約を課していて、実測はローマ建築に限らせていた。しかし若手の建築家はより深遠なる古代の歴史を求めて様々の試みを行っている。後のポザール建築史教授ユイヨーは1817年からギリシアやアジアにまで足を運び、数々の実測図をき　持ち返り、その後の講義に用いている。この頃はギリシア建築に対する認識は一段と高まっていたが、そこに新たな論争の種が加わることになる。古代ギリシア建築が多彩色を用いて派手やかに彩られていたかいなかったかという問題で、ジャック・イニャス・イトルフのローマから送りつけた実測図はその問題を最初に投げかけ、古代建築彩色論を登場させた。
フランス建築家にとってイタリアに赴くということは古典古代の建築をじかに観察し直接肌で感じることができるということにほかならなく、以前からローマ留学生達は古代の建築を丹念に実測し克明に素描していた。しかしパエストゥムの発見以降、ギリシア建築が現実に建築家達の眼前に晒され、加えて中近東のそれや古代エジプト建築もその実像が明らかになってきた。ナポレオンのエジプト遠征軍が多数の考古学者を引き連れていったことからも解るとおり、当時の人々はそうしたローマ以前の古代世界に対して並み外れた関心を抱いていたのである。実際ギリシアやエジプトの建築が建築家に知られるようになってきて従来古典と考えられてきたローマ建築は古典期の最後に位置するものと認識されるようになったし、古代世界なるものも人々の意識の中ではるかに奥深いものとなり、考古学的発掘とあいまって、建築家にインスピレーションを汲み取るべき古代建築もそのレパートリーを増やしていた。
建築家らが主張したのはむしろ、同時代の作品を生み出していくにあたってその規準原理としての原色効果で、古典主義建築、あるいは世紀末以降の新古典主義の建築家が考えもしなかった様々な色彩に彩られた建築を生み出していくことであり、1830年、ジャック・イニャス・イトルフは碑文アカデミーにて「ギリシア人における多彩色建築に関する論考」を発表する。古代ギリシア人がいかに色彩を用いて建築を装飾していたかを改めて世に問うたもので、この論考は1851年になって印刷されるが、彼が単に古代建築の復原のみを考えていたのでなく、その中に新しい建築に用うべき新しい原理をもとめていて、彼はギリシア建築の中に、注目すべき形態、たとえば、ポルティコ、列柱、あるいはその平面形式といったものを求めていたのではなくむしろ、形態・要素は建築家の造形意欲に応じて自在に寄せ集め、様々のモチーフ、色彩で建築を豊潤に装飾していくことが重要であるとした。
古代ギリシア建築から多彩色効果を学ぶということは、新古典主義的な作風を一段と躍び越え、19世紀前半の建築の新しい潮流にまで展開していく。18世紀後半から発生したグリーク・リバイバルの運動から考えればその最後の局面といわれ、この多彩色（ポリクロミー）を基調とした様式美から、ギリシャやローマ、中東からルネサンスまでいろいろな要素を混ざり合わせる新古典主義とはまったく違った体系、折衷様式ネオ・グレコは、発足まもないエコール・デ・ボザールの若い建築家をことごとく魅了したようであるが、19世紀末から20世紀初めにかけて、ヨーロッパでアール・ヌーヴォーなどが出現し、モダン・デザインへの傾斜がみられる中で、海の向こうのアメリカでは逆に建物の前面にオーダーを配し列柱を並べたデザインなどが流行していくこれらの古典様式を施す建築がまさにこの建築である。建築学でこれをボザール様式（アメリカン・ボザール）と呼んでいる。
その背景として、MITの建築学科でボザール帰りの建築家が教鞭を取っていたこと、シカゴ万国博覧会でボザール様式が好評だったことなどがある。日本でも大正から昭和初期に銀行建築などに列柱を並べるデザインが流行したが、アメリカン・ボザールの影響である（三井本館、明治生命館など）。
ボザール自体は絵画、彫刻、建築の各美術分野を併せ持った総合美術学校であるが、そのうち建築セクションではほかとはまったく独自に別れて、特権的ともいえる独自の教育方針を採り、その教育システムも19世紀の出発期から1968年の解体にいたるまで、途中1863年にナポレオン3世の介入による大改革以外は、ほとんど変わることなく続けられてくるという、あくまでアカデミーがその教育をつかさどるという創立以来の方針が堅持されてきた。ボザールの基本はアトリエ制であるが、今日の大学のような講座やスタジオ、研究室などではなく、建築であれば建築家を招いている学生私塾のようなもので、建築家になろうとするものはまずは外国人であってもアトリエに入所し、普通はその所属するアトリエの建築家の推薦を得てボザールの入学志願者の資格を得ることになる。アトリエのパトロン建築家は自身の建築設計事務所は別に主宰している。初期のアトリエパトロンはすべてローマ賞受賞者で占められ、建築家の特権的立場を維持しながら社会をリードしていく建築形態と建築を絶えず生み出していった。
建築アカデミーであれば、当時はA・L・T・ヴォードワイエやナポレオンの庇護を得たペルシエ＋フォンテーヌなどのアトリエがローマ大賞受賞者を輩出していて人気が高かった。ペルシエ＋フォンテーヌのアトリエからは18人のローマ大賞受賞者と17人の次席を出している。いずれも師匠の作風を受け継ぎつつもより折衷的な方向に向っている。彼らの著作はまたカトルメール・ド・カンシーとは別の意味で新古典主義的な建築論を展開しているが古典主義における規定の絶対性を避け、感性にもとづく建築構成を主張するなど、この議論はちょうど17世紀末の建築アカデミー創設の際、フランソワ・ブロンデルとクロード・ペローが繰り拡げた新旧論争にも似て建築美の基準を何処に求めるかを追求したものであったが、彼らの立場はそれより少し前にヴィジオネールの建築家と呼ばれるブレが感性を重んじ、古い意味での古典派を斥けたような古代の建築を否定するのではなく、古代の建築に顕現する一種の驚きにも似た美的感動を新しい建築に実現しようとする方向性をもっていて、その意味ではきわめてロマン主義的な傾向にも近く、ロマン主義と新古典主義は裏腹の現象であったとみられている。
ボザールで行われる講義は常に理論的な面ばかりで、建築アカデミー所属の教授たちの中でも、特に建築論を担当するものが最も権威であり、かつ学生を対象とした課題設計競技のプログラム作成の担当責任者となっていた。発足以来のバルダールやブルーエ、ルシェールなどがその地位に就いていた。下級を修了した学生は上級に進み、ここでは修業年限が何年という規定ではなく、入学から10年間のみの在籍規定だけで、学生たちは自分のペースに合わせて学業を果たし、1867年までボザールには学科制度は存在していなかった。あるのは唯一のローマ大賞のみで、しかも年間1名だけに与えられていた。こうした教育システムの中で学生たちは適当に学校を離れて、建築実務に就いていたのである。
ニューヨーク近代美術館で1975年から76年にかけて開催されたエコール・デ・ボザールの建築展は、フランスでもめったに公開されない図面類までも展示され、大変な反響を呼んだ。ボザールで建築史を講じ、のちに美術アカデミーの終身書記の役職に就任したルイ・オートクールはボザールに関する詳しい記録を7巻にもおよぶ大著で残している。
入学方法は、所属するアトリエで修行をしながら、志願者は入学試験準備にとりかかり、めでたく入学試験に合格したものが、ボザール下級の学生として登録されることになる。学生の生活基盤は常にアトリエにあって、○○アトリエ所属というかたちで認定を受けた。アトリエは国や学校やアカデミーから費用等が出費されているものではなく、学生たちがみずから組織し、上下関係の序列の中に組みたてられ、その上に先生を招いているという形式で、学生の間で選出された長がそのアトリエの管理運営を行い、建築家に謝礼を支払っていた。アトリエ主宰者の存在は絶対的存在であり、学生修行や教育に対して必要な助言と指導を与え、またボザールで講義を行う教授とは区別され、アトリエのパトロンと呼ばれる。各アトリエはボザール校舎内ではなく町中の適当な場所、大体はボザールの周辺に構えて、学生たちはそこで修行の合間にボザールに通って講義を聴いていたのである。

## 書籍
- 三宅理一・アニー・ジャック 『ボザール建築図集』 求龍堂、1987年、ISBN 4-7630-8710-X。ISBN-13: 978-4-7630-8710-2。